# Картиу (Горж)
Картиу (рум. Cartiu) насеље је у Румунији у округу Горж у општини Турчинешти. Oпштина се налази на надморској висини од 293 m.

## Становништво
Према подацима из 2002. године у насељу је живело 497 становника, од којих су сви румунске националности.